# Los Andenes (San Cristóbal de La Laguna)
Los Andenes, también conocido como Los Andenes de Taco, es una entidad de población del municipio de San Cristóbal de La Laguna, en la isla de Tenerife —Canarias, España—.
Administrativamente se incluye en el barrio de Taco de la Zona 3 del municipio.

## Características
Se encuentra situado a 5,5 kilómetros al sur del centro municipal, entre la ladera meridional de la Montaña Pacho y el barranco de Los Andenes, a una altitud media de 372 m s. n. m.
El barrio forma parte del núcleo de Taco en el distrito III del municipio lagunero y cuenta con un centro ciudadano, varias instalaciones deportivas, una iglesia, el colegio CEIP Los Andenes de Taco, el centro del Programa de Garantía Social: Tutorías de Jóvenes Taco, varias plazas públicas y parques infantiles, una gasolinera y con el parque de Los Andenes.
Este núcleo del barrio de Taco se originó durante la década de los años sesenta del siglo XX en su mayoría por migrantes provenientes de la isla de La Gomera y en menor medida de otras zonas de Tenerife.

## Demografía
| Año        | 2000  | 2001  | 2002  | 2003  | 2004  | 2005  | 2006  | 2007  | 2008  | 2009  | 2010  | 2011  | 2012  | 2013  | 2014  |
| ---------- | ----- | ----- | ----- | ----- | ----- | ----- | ----- | ----- | ----- | ----- | ----- | ----- | ----- | ----- | ----- |
| Habitantes | 2.602 | 2.687 | 2.669 | 2.651 | 2.626 | 2.642 | 2.576 | 2.199 | 2.328 | 2.447 | 2.479 | 2.597 | 2.643 | 2.658 | 2.670 |

## Fiestas
Los Andenes celebra sus fiestas patronales en honor a San Martín de Porres entre octubre y noviembre.

## Comunicaciones
Se llega al barrio principalmente a través de la Autovía Interconexión Norte-Sur TF-2 y de la avenida de Los Majuelos.

### Transporte público
En autobús —guagua— queda conectado mediante las siguientes líneas de TITSA: 

-

| Línea | Trayecto | Recorrido     |  |
| ----- | --- | ------------- |  |
|       | |               |  |
| 217   | Intercambiador de Transportes de La Laguna - Los Andenes - El Cardonal - HUC - TF-5 - Intercambiador de Transportes de La Laguna          | Horario/Línea |  |
| 218   | Intercambiador de Transportes de La Laguna - TF-5 - HUC - El Cardonal - Tíncer - Los Andenes - Intercambiador de Transportes de La Laguna | Horario/Línea |  |
| 231   | Santa Cruz - La Gallega (directo) | Horario/Línea |  |
| 232   | Santa Cruz - El Cardonal - La Gallega | Horario/Línea |  |
| 937   | Santa Cruz (Intercambiador) - Taco - Tíncer - Cruce El Sobradillo                                                                         | Horario/Línea |  |

## Lugares de interés
- Parque Los Andenes[6]